# National Hockey League

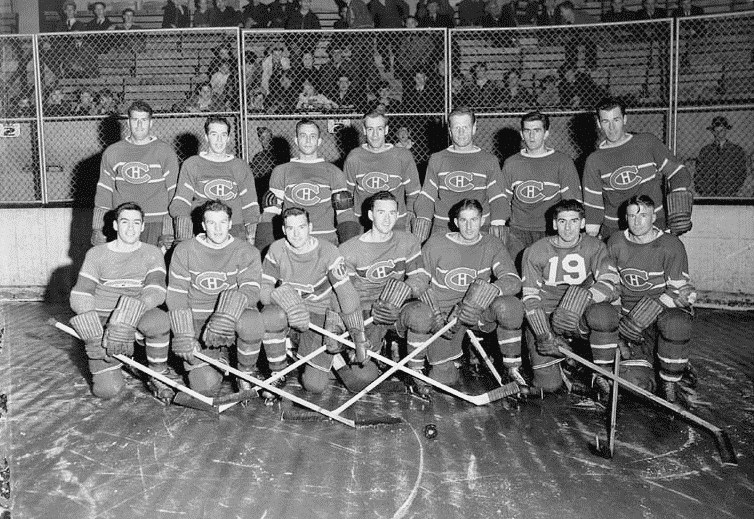
Zespół Montreal Canadiens w 1942 roku

National Hockey League (NHL) albo Ligue nationale de hockey (LNH) (pl. Narodowa Liga Hokeja) – zawodowa organizacja zrzeszająca 32 drużyny hokejowe z Ameryki Północnej. Drużyny należące do NHL każdego sezonu walczą o Puchar Stanleya. Cechuje ją wysoki poziom gry oraz wysokie zarobki graczy (średnia pensja w sezonie 2018/2019 wyniosła 2 780 000 $). Liga ta została założona w 1917 roku w Montrealu w Kanadzie. Obecnie w NHL większość stanowią zespoły ze Stanów Zjednoczonych, a ponad połowa graczy pochodzi z Kanady. Składa się z dwóch konferencji oraz czterech dywizji.

## Historia NHL
Po serii dyskusji w kanadyjskiej Narodowej Federacji Hokeja między właścicielem Toronto Blueshirts a właścicielami zespołów: Montreal Canadiens, Montreal Wanderers, Ottawa Senators i Quebec Bulldogs, ich przedstawiciele zebrali się 26 listopada 1917 w Hotelu Windsor w Montrealu, gdzie debatowali nad przyszłością National Hockey Association. Powodem dyskusji były zarzuty wobec właściciela Toronto Blueshirts, który był wpływową postacią w National Hockey Association, a którego oskarżano o oszustwa i faworyzowanie jego zespołu przez ligę NHA.
Efektem tych rozmów było stworzenie w 1917 roku National Hockey League. W pierwszym sezonie w rozgrywkach wzięły udział tylko cztery zespoły: Montreal Canadiens, Toronto Arenas, Ottawa Senators oraz Montreal Wanderers. Przez pierwsze siedem sezonów w rozgrywkach brały udział jedynie zespoły z Kanady, dopiero w latach 1924-1925 do rozgrywek przystąpił zespół ze Stanów Zjednoczonych – był nim Boston Bruins. W sezonie 1926-1927 postanowiono po raz pierwszy podzielić ligę na dwie dywizje: amerykańską i kanadyjską. Liga NHL przez 25 sezonów, poczynając od 1942-1943 do 1966-1967 składała się wyłącznie z oryginalnej szóstki. Spowodowane to było wielkim kryzysem i rozpoczęciem II wojny światowej. W sezonie 1974-1975 ligę podzielono na dwie konferencje:
- Księcia Walii, podzieloną na dywizje: Adams oraz Norris;
- Clarence’a Campbella , która dzieliła się na dywizje: Patrick oraz Smythe. Podział na konferencje i dywizje stosowany w 2008 r. istnieje od sezonu 1998-1999, gdy obecny komisarz ligi postanowił wzorem z ligi NBA nazwać konferencje i dywizje geograficznie. W całej historii NHL tylko dwa razy nie przyznano Pucharu Stanleya. Pierwszy raz w sezonie 1918–1919, kiedy, mimo iż rozegrano pięć meczów finałowych, rozgrywki przerwano z powodu epidemii hiszpanki. Natomiast drugi raz nie przyznano go w sezonie 2004-2005 z powodu lokautu w NHL.

W historii ligi do 2008 były trzy przerwy w rozgrywkach. Pierwsza miała miejsce w kwietniu 1992 roku i była spowodowana strajkiem NHLPA. Trwał on 10 dni i szybko wznowiono rozgrywki. Druga przerwa miała miejsce w sezonie 1994/1995. Powodem przerwy był spór o wynagrodzenia dla pierwszoroczniaków. Przerwa w rozgrywkach trwała 104 dni. Spowodowało to zmniejszenie liczby meczów w tym sezonie do 48 sezonu zasadniczego, a playoffs odbyły się na normalnych zasadach. Trzecia przerwa natomiast spowodowana była lokautem w sezonie 2004/2005. Trwała 310 dni, co uniemożliwiło rozegranie sezonu.

## Kluby
W pierwszym sezonie ligi NHL udział wzięły cztery zespoły. Dzięki wielu rozszerzeniom obecnie liga liczy 31 zespołów (24 ze Stanów Zjednoczonych oraz 7 z Kanady). Obecnie najbardziej utytułowanym zespołem ligi jest Montreal Canadiens, który zdobył Puchar Stanleya aż 24 razy. Drugą najbardziej utytułowaną drużyną jest Toronto Maple Leafs, która zdobyła 13 razy Puchar Stanleya (ostatni zdobyła w 1967 roku), a trzecią jest zespół Detroit Red Wings, dziesięciokrotny zdobywca tego trofeum. W NHL gra najwięcej zespołów z Kanady spośród czterech głównych zawodowych lig w Stanach Zjednoczonych. Do 2008 r. grało 50 drużyn, łącznie z tymi, które grają obecnie. Każdy zespół ligi ma swoje kluby satelickie w American Hockey League i East Coast Hockey League.
W 2008 liga została podzielona na dwie konferencje. Każda z nich dzieliła się na trzy dywizje, w których występowało po pięć drużyn. W tej strukturze w Konferencji Zachodniej były dywizje: Pacyficzna, Północno-Zachodnia i Centralna, a w Konferencji Wschodniej były dywizje: Północno-Wschodnia, Południowo-Wschodnia i Atlantycka.
W marcu 2013 przyjęto nowe zmiany w układzie konferencji oraz zasady rozgrywek, które obowiązują od sezonu 2013/2014. W lipcu sprecyzowano wprowadzone zmiany – zgodnie z nimi nadal istnieją konferencje Wschodnia i Zachodnia, a w ich składzie są po dwie dywizje: Pacyficzna i Centralna (Zachód) oraz Metropolitalna i Atlantycka (Wschód). Obecnie wszystkie dywizje skupiają po osiem klubów.

### Skład ligi w sezonie 2024–25
| Boston Bruins         | Boston, Massachusetts         | TD Garden                | 17 850 | –                   |
| Buffalo Sabres        | Buffalo, Nowy Jork            | KeyBank Center           | 19 070 | Rasmus Dahlin       |
| Detroit Red Wings     | Detroit, Michigan             | Little Caesars Arena     | 19 515 | Dylan Larkin        |
| Florida Panthers      | Sunrise, Floryda              | Amerant Bank Arena       | 19 250 | Aleksandr Barkov    |
| Montreal Canadiens    | Montreal, Quebec              | Bell Centre              | 21 105 | Nick Suzuki         |
| Ottawa Senators       | Ottawa, Ontario               | Canadian Tire Centre     | 18 655 | Brady Tkachuk       |
| Tampa Bay Lightning   | Tampa, Floryda                | Amalie Arena             | 19 092 | Victor Hedman       |
| Toronto Maple Leafs   | Toronto, Ontario              | Scotiabank Arena         | 18 800 | Auston Matthews     |
| Metropolitalna        |                               |                          |        |                     |
| Carolina Hurricanes   | Raleigh, Karolina Północna    | Lenovo Center            | 18 700 | Jordan Staal        |
| Columbus Blue Jackets | Columbus, Ohio                | Nationwide Arena         | 18 500 | Boone Jenner        |
| New Jersey Devils     | Newark, New Jersey            | Prudential Center        | 16 514 | Nico Hischier       |
| New York Islanders    | Brooklyn, Nowy Jork           | UBS Arena                | 17 255 | Anders Lee          |
| New York Rangers      | Nowy Jork, Nowy Jork          | Madison Square Garden    | 18 006 | –                   |
| Philadelphia Flyers   | Filadelfia, Pensylwania       | Wells Fargo Center       | 19 173 | Sean Couturier      |
| Pittsburgh Penguins   | Pittsburgh, Pensylwania       | PPG Paints Arena         | 18 187 | Sidney Crosby       |
| Washington Capitals   | Waszyngton, D.C.              | Capital One Arena        | 18 573 | Aleksandr Owieczkin |
| Zachodnia             |                               |                          |        |                     |
| Centralna             |                               |                          |        |                     |
| Chicago Blackhawks    | Chicago, Illinois             | United Center            | 19 717 | Nick Foligno        |
| Colorado Avalanche    | Denver, Kolorado              | Ball Arena               | 18 007 | Gabriel Landeskog   |
| Dallas Stars          | Dallas, Teksas                | American Airlines Center | 18 532 | Jamie Benn          |
| Minnesota Wild        | Saint Paul, Minnesota         | Xcel Energy Center       | 17 954 | Jared Spurgeon      |
| Nashville Predators   | Nashville, Tennessee          | Bridgestone Arena        | 17 159 | Roman Josi          |
| St. Louis Blues       | St. Louis, Missouri           | Enterprise Center        | 18 096 | Brayden Schenn      |
| Utah Mammoth          | Salt Lake City, Utah          | Delta Center             | 11 131 | Clayton Keller      |
| Winnipeg Jets         | Winnipeg, Manitoba            | Canada Life Centre       | 15 225 | Adam Lowry          |
| Pacyficzna            |                               |                          |        |                     |
| Anaheim Ducks         | Anaheim, Kalifornia           | Honda Center             | 17 174 | Radko Gudas         |
| Calgary Flames        | Calgary, Alberta              | Scotiabank Saddledome    | 19 289 | Mikael Backlund     |
| Edmonton Oilers       | Edmonton, Alberta             | Rogers Place             | 18 347 | Connor McDavid      |
| Los Angeles Kings     | Los Angeles, Kalifornia       | Crypto.com Arena         | 18 145 | Anže Kopitar        |
| San Jose Sharks       | San Jose, Kalifornia          | SAP Center               | 17 435 | –                   |
| Seattle Kraken        | Seattle, Waszyngton           | Climate Pledge Arena     | 17 151 | Jordan Eberle       |
| Vancouver Canucks     | Vancouver, Kolumbia Brytyjska | Rogers Arena             | 18 910 | Quinn Hughes        |
| Vegas Golden Knights  | Paradise, Nevada              | T-Mobile Arena           | 17 500 | Mark Stone          |

Drużyny ligi NHL wielokrotnie w przeszłości brały udział w meczach pokazowych, jak na przykład: Super Series, Summit Series, Rendez-vous ’87, Challenge Cup 1979 i NHL Challenge. Cztery pierwsze były rozgrywane z reprezentacją ZSRR oraz drużynami ze Związku Radzieckiego. Miało to związek z tym, że zawodnicy z bloku wschodniego nie mogli grać w lidze NHL, a grali na bardzo wysokim poziomie. Dopiero w 1989 roku gracze z Europy Wschodniej pojawili się w NHL. NHL Challenge były to mecze towarzyskie z drużynami ze Skandynawii.

### Rozszerzenia ligi
Pierwsze rozszerzenia miały miejsce w sezonach w latach dwudziestych. Wtedy dołączyły zespoły: Boston Bruins, Montreal Maroons, Pittsburgh Pirates, New York Americans, Detroit Cougars, Chicago Black Hawks i New York Rangers. 
Następna ekspansja miała miejsce w sezonie 1967/1968, gdy Western Hockey League planowała ogłosić się lepszą ligą od NHL. Dołączyło wtedy sześć zespołów: Philadelphia Flyers, St. Louis Blues, Minnesota North Stars, Los Angeles Kings, Oakland Seals i Pittsburgh Penguins. Gdy w 1972 roku powstała World Hockey Association, czyli kolejna konkurencja dla NHL, liga poszerzyła się o kolejne dwa zespoły: New York Islanders i Atlanta Flames, a dwa lata później dołączyły również Kansas City Scouts i Washington Capitals. Gdy WHA przestała istnieć, do NHL dołączyły cztery zespoły z tej ligi: Hartford Whalers, Nordiques de Québec, Edmonton Oilers i Winnipeg Jets. 
Następne ekspansje miały miejsce w latach dziewięćdziesiątych. Dołączyły wtedy: San Jose Sharks, Ottawa Senators, Tampa Bay Lightning, Anaheim Mighty Ducks, Florida Panthers, Nashville Predators, Atlanta Thrashers, Columbus Blue Jackets, Minnesota Wild. 
W 2011 skład ligi opuściła drużyna Atlanta Thrashers w związku przeniesieniem klubu do Winnipeg. Kolejna zmiana nastąpiła w sezonie 2011/2012, gdy do ligi dołączył zespół Winnipeg Jets. Od edycji NHL (2017/2018) został przyjęty Vegas Golden Knights, a od sezonu NHL (2021/2022) klub Seattle Kraken jako 32 zespół ligi. Po sezonie 2023/24 ogłoszono wycofanie zespołu Arizona Coyotes, w miejsce którego od edycji NHL (2024/2025) przyjęto Utah Hockey Club.

## Zasady

Lodowisko NHL

W NHL stosuje się ogólne zasady hokeja na lodzie, jednak istnieje kilka różnic w porównaniu z regułami przyjętymi przez IIHF. Zasady NHL są wzorcem dla wszystkich profesjonalnych lig w Ameryce Północnej (w ligach amatorskich stosuje się hybrydy zasad IIHF i NHL). Wspomniane reguły dotyczą przede wszystkim:
- Rozmiaru lodowiska: W NHL tafle muszą mieć wymiary 25,91 × 60,92 m (85 × 200 stóp), a według IIHF – 29–30 m szerokości i 60–61 m długości.
- Pole, gdzie bramkarz może grać krążkiem: w NHL istnieje dla bramkarza tak zwana zabroniona strefa gry (ang. restricted goalie area). Reguła ta przewiduje, że bramkarz nie może grać krążkiem poza polem w kształcie trapezu, które znajduje się za bramką. IIHF zezwala bramkarzowi grać krążkiem za linią bramkową pod warunkiem, że nie zagarnia krążka pod siebie lub nie przetrzymuje go dłużej niż 3 sekundy – w innym wypadku zostaje nałożona na niego kara mniejsza 2 minut[13].
- Uwolnienia (ang. icing): W NHL sędzia przerywa grę, gdy zawodnik wybije krążek z własnej połowy za linię bramkową tercji przeciwnika i gdy jako pierwszy dotknie krążka zawodnik drużyny przeciwnej (nie może to być jednak bramkarz). Natomiast według reguł IIHF sędzia przerywa grę natychmiast, gdy krążek przekroczy linię bramkową.
- Kary za bójkę: W NHL wynosi ona obligatoryjnie 5 minut, zaś w IIHF grozi za to kara meczu (dla tego zawodnika, który rozpoczął bójkę) lub kara mniejsza 2 minut (dla tego, który brał udział w bójce).
- Wykonywania rzutów karnych podyktowanych w trakcie meczu: W NHL rzut karny musi wykonać zawodnik, który został uprzednio sfaulowany (za co został podyktowany rzut karny). Według IIHF wykonawca karnego wybierany jest przez trenera lub kapitana drużyny, której rzut karny przysługuje.
- Rozstrzygania meczu: W NHL zwycięzca wyłaniany jest po zarządzeniu dogrywki lub rzutów karnych (jednak tylko w sezonie zasadniczym). W IIHF mecz rozstrzyga się po dogrywce lub rzutach karnych.
- Czas przerwy między tercjami: w IIHF wynosi 15 minut, zaś w NHL 15 minut i 30 sekund lub 17 minut.
- Dogrywki: Przepisy IIHF przewidują 10-minutowy czas dogrywki, a w przypadku nierozstrzygnięcia meczu w ich czasie zarządza się rzuty karne (dogrywkę rozgrywa się tylko wtedy, gdy należy wyłonić zwycięzcę meczu). Reguły NHL mówią, że w sezonie zasadniczym dogrywka trwa 5 minut, a gdy to nie przyniesie rozstrzygnięcia, wynik meczu ustala się w rzutach karnych. Natomiast podczas fazy Play-off dogrywka trwa 20 minut i jest rozgrywana do czasu zdobycia tzw. „złotej bramki” (w wypadku remisu po pierwszej dogrywce zarządza się kolejną dogrywkę trwającą 20 minut, i tak do skutku).

W 2005 roku po lokaucie w NHL zniesiono zasadę tzw. podania przez dwie linie (ang. two-line offside pass), która nie obowiązuje w przepisach IIHF od 1998 roku. Przed zniesieniem tej zasady gra była wstrzymywana w przypadku przekroczenia środkowej czerwonej linii przez krążek wyprowadzony ze strefy defensywnej, chyba że krążek ten przekroczył linię środkową szybciej niż zawodnik atakujący.

## System rozgrywek i punktacji
W sezonie zasadniczym każdy zespół rozgrywa 82 mecze (41 u siebie oraz 41 na wyjeździe). Wśród nich 24 to mecze z zespołami z własnej Dywizji, 40 meczów z drużynami spoza swojej Dywizji, ale z tej samej Konferencji oraz 18 spoza Konferencji. Do fazy play off awansuje 8 najlepszych zespołów z każdej Konferencji. Następnie rozgrywane są ćwierćfinały Konferencji. Zmagania te odbywają się w ośmiu parach (po cztery w każdej Konferencji). Pary ustala się na podstawie miejsca zajętego przez zespół w Konferencji (1. zespół gra z 8., 2. z 7., 3. z 6., 4. z 5.). W play off zwycięża ten zespół, który wygra cztery mecze z przeciwnikiem (tzw. system best of seven – pol. najlepszy w siedmiu meczach). Zwycięzca z każdej pary awansuje do półfinałów Konferencji. Zwycięzcy półfinałów awansują do finałów Konferencji. A zwycięzcy finałów Konferencji Wschodniej i Zachodniej walczą o Puchar Stanleya.
W NHL obowiązuje następujący system punktacji:
- Za zwycięstwo w regulaminowym czasie i w dogrywce zespół otrzymuje 2 punkty.
- Za porażkę w regulaminowym czasie otrzymuje się 0 punktów.
- Za porażkę w dogrywce otrzymuje się 1 punkt.

Sezon 2008/2009:
- Za wygraną w regulaminowym czasie trwania meczu 3x20=60min trzy tercje – 2 punkty.
- Za wygraną w dogrywce +10min (OT) lub w rzutach karnych (SO) – 1 punkt.
- Nie ma remisów, a przegrana drużyna nie otrzymuje punktów – 0 punktów.

## Władze Ligi
Najwyższym stanowiskiem Ligi jest komisarz. Wcześniej był nim prezes. Stanowisko komisarza zostało stworzone przez Gary’ego Bettmana w 1993 roku. Stanowiska prezesa i komisarza zostały połączone 1 lipca 1993 roku. Do jego zadań należy między innymi prowadzenie zbiorowych negocjacji dotyczące ligi oraz wyznaczanie sędziów i urzędników na wszystkie mecze NHL.
Prezesi i komisarze NHL
- Frank Calder (1917-1943) Prezes
- Red Dutton (1943-1946) Prezes
- Clarence Campbell (1946-1977) Prezes
- John Ziegler (1977-1992) Prezes
- Gil Stein (1992-1993) Prezes
- Gary Bettman (1993-dzisiaj) Komisarz

## Puchary i trofea

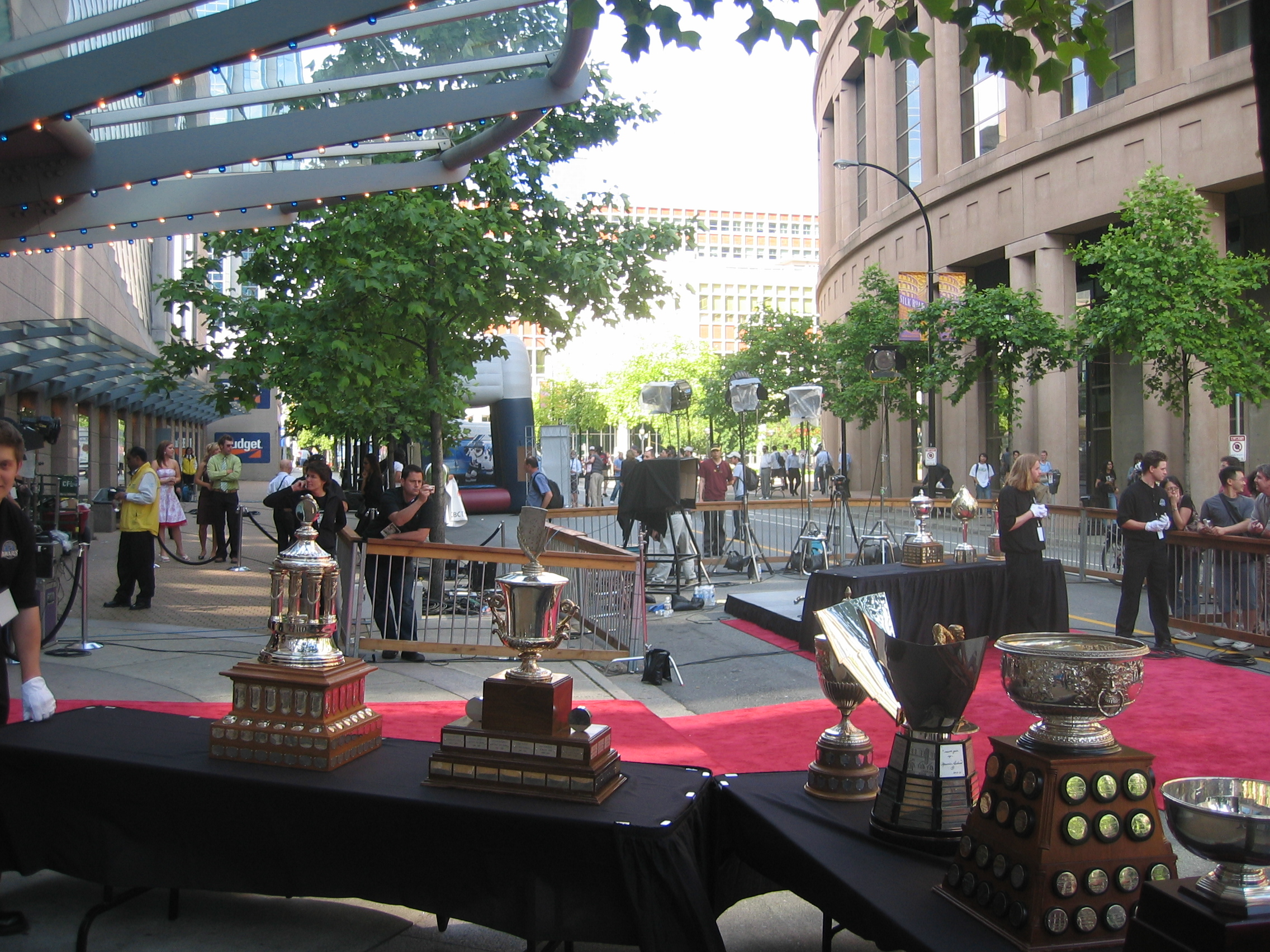
Przygotowania do NHL Awards Ceremony

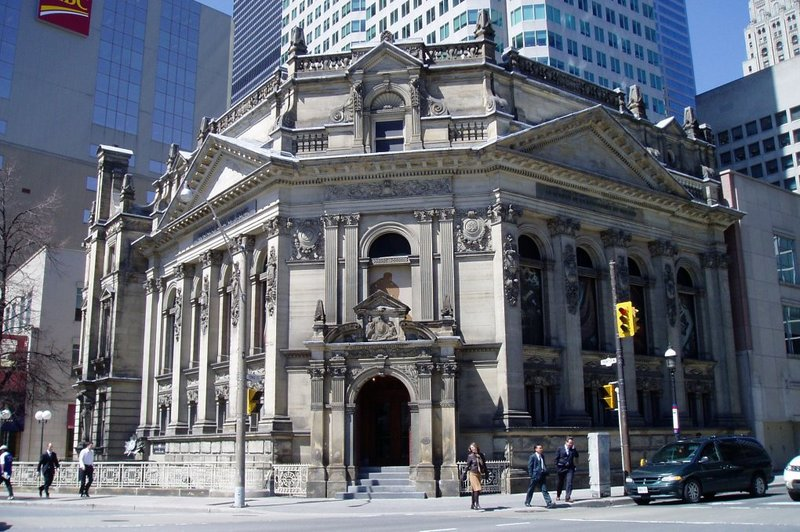
Hockey Hall of Fame

NHL przyznaje trofea i nagrody każdego sezonu. Najbardziej prestiżową nagrodą dla zespołu jest Puchar Stanleya, a indywidualną Trofeum Harta. Kandydaci do nagród, które nie wynikają ze statystyk są wybierani przez władze NHL lub przez członków Professional Hockey Writers' Association. National Hockey League najpierw publikuje nazwiska trzech kandydatów, a zwycięzcę ogłasza się podczas NHL Awards Ceremony.

### Trofea drużynowe
- Puchar Stanleya (od 1893) puchar przyznawany każdego sezonu zespołowi, który zwyciężył w fazie play-off rozgrywek NHL.
- Trofeum Księcia Walii (od 1924) nagroda przyznawana zespołowi, który okazał się najlepszy w konferencji wschodniej.
- Trofeum Campbella (od 1968) nagroda przyznawana zespołowi, który okazał się najlepszy w konferencji zachodniej.
- Trofeum Prezydentów (od 1986) nagroda przyznawana zespołowi, który zdobył najwięcej punktów w sezonie zasadniczym.
- Trofeum O'Briena (1910–1950) nagroda przyznawana w NHA i NHL. W latach 1910–1923 przyznawany był zwycięzcy fazy play-off rozgrywek, w latach 1927–1938 – zwycięzcy dywizji kanadyjskiej, a w latach 1939–1950 zespołowi przegranemu w finale rozgrywek NHL.

### Nagrody indywidualne
- Hart Memorial Trophy (od 1924) nagroda przyznawana MVP w sezonie zasadniczym.
- Lady Byng Memorial Trophy (od 1925) nagroda przyznawana najuczciwszemu zawodnikowi NHL.
- Vezina Trophy (od 1927) nagroda dla najlepszego bramkarza.
- Calder Memorial Trophy (od 1937) nagroda dla najlepszego debiutanta (pierwszoroczniaka).
- Art Ross Trophy (od 1948) nagroda dla zawodnika, który w sezonie zasadniczym zdobędzie największą liczbę punktów.
- James Norris Memorial Trophy (od 1954) nagroda dla najlepszego obrońcy National Hockey League.
- Conn Smythe Trophy (od 1965) nagroda dla MVP playoffs.
- Lester Patrick Trophy (od 1966) nagroda przyznawana za wybitny wkład w popularyzację hokeja w Stanach Zjednoczonych.
- Bill Masterton Memorial Trophy (od 1968) nagroda dla zawodnika, który wykazywał się największą wytrwałością, uczciwą grą i poświęceniem.
- Lester B. Pearson Award (od 1971) nagroda dla najlepszego zawodnika, który wybierany jest przez członków NHLPA.
- Jack Adams Award (od 1974) nagroda dla najlepszego trenera National Hockey League.
- Frank J. Selke Trophy (od 1978) nagroda dla napastnika, który wyróżniał się także w grze obronnej.
- William M. Jennings Trophy (od 1982) nagroda dla bramkarza, który grał w minimum 25 meczach i stracił najmniej bramek.
- NHL Plus/Minus Award (od 1983) nagroda dla zawodnika, który ma najlepszą statystykę plus/minus w sezonie zasadniczym.
- King Clancy Memorial Trophy (od 1988) nagroda dla zawodnika, który ma najlepsze cechy przywódcze i który brał udział w działalności charytatywnej.
- Maurice 'Rocket' Richard Trophy (od 1999) nagroda dla najskuteczniejszego strzelca w sezonie zasadniczym.
- Roger Crozier Saving Grace Award (od 2000) nagroda dla bramkarza, który grał w minimum 25 meczach i uzyskał najwyższy procent obronionych strzałów.

Zawodnicy, trenerzy oraz twórcy zespołów mogą zostać zgłoszeni do Galerii Sław Hokeja (ang. Hockey Hall of Fame, fr. Temple de la renommée du hockey). Zawodnicy mogą wstąpić do Hockey Hall of Fame dopiero po trzech latach od zakończenia zawodowej kariery. Tę zasadę pominięto u trzech graczy NHL: Gordiego Howego, Guya Lafleura i Mario Lemieux. Członkowie Hockey Hall of Fame mogą wrócić do gry.

## Zwycięzcy

### Kluby obecnie występujące w NHL
| Klub                 | Tytuły |
| -------------------- | ------ |
| Montreal Canadiens   | 24     |
| Toronto Maple Leafs  | 13     |
| Detroit Red Wings    | 11     |
| Boston Bruins        | 6      |
| Chicago Blackhawks   | 6      |
| Edmonton Oilers      | 5      |
| Pittsburgh Penguins  | 5      |
| New York Rangers     | 4      |
| New York Islanders   | 4      |
| New Jersey Devils    | 3      |
| Tampa Bay Lightning  | 3      |
| Colorado Avalanche   | 3      |
| Philadelphia Flyers  | 2      |
| Los Angeles Kings    | 2      |
| Dallas Stars         | 1      |
| Calgary Flames       | 1      |
| Anaheim Ducks        | 1      |
| Carolina Hurricanes  | 1      |
| Washington Capitals  | 1      |
| St. Louis Blues      | 1      |
| Vegas Golden Knights | 1      |
| Florida Panthers     | 1      |

### Kluby nieistniejące
| Klub                   | Tytuły |
| ---------------------- | ------ |
| Ottawa Senators        | 11     |
| Montreal Maroons       | 2      |
| Vancouver Millionaires | 1      |
| Seattle Metropolitans  | 1      |
| Victoria Cougars       | 1      |

## Najskuteczniejsi zawodnicy
Stan na 16 maja 2025
Legenda:

- – zawodnik nadal gra

| Zawodnik            | Klub | Lata gry                      | Mecze | Gole | Asysty |
| ------------------- | --- | ----------------------------- | ----- | ---- | ------ |
| Aleksandr Owieczkin | Washington Capitals | 2005–                         | 1491  | 897  | 726    |
| Wayne Gretzky       | Edmonton Oilers Los Angeles Kings St. Louis Blues New York Rangers                                                                         | 1979–1999                     | 1487  | 894  | 1963   |
| Gordie Howe         | Detroit Red Wings Hartford Whalers | 1946–1971 1979–1980           | 1767  | 801  | 1049   |
| Jaromír Jágr        | Pittsburgh Penguins Washington Capitals New York Rangers Philadelphia Flyers Dallas Stars Boston Bruins New Jersey Devils Florida Panthers | 1990–2003 2004–2008 2011–2018 | 1733  | 766  | 1155   |
| Brett Hull          | Calgary Flames St. Louis Blues Dallas Stars Detroit Red Wings Phoenix Coyotes                                                              | 1985–2006                     | 1269  | 741  | 650    |
| Marcel Dionne       | Detroit Red Wings Los Angeles Kings New York Rangers                                                                                       | 1971–1989                     | 1348  | 731  | 1040   |
| Phil Esposito       | Chicago Black Hawks Boston Bruins New York Rangers                                                                                         | 1963–1981                     | 1282  | 717  | 873    |
| Mike Gartner        | Washington Capitals Minnesota North Stars New York Rangers Toronto Maple Leafs Phoenix Coyotes                                             | 1979–1998                     | 1432  | 708  | 627    |
| Mark Messier        | Edmonton Oilers New York Rangers Vancouver Canucks                                                                                         | 1979–2004                     | 1756  | 694  | 1193   |
| Steve Yzerman       | Detroit Red Wings | 1983–2006                     | 1514  | 692  | 1063   |

## Polacy w NHL
W przeszłości w NHL grało trzech rodowitych Polaków legitymujących się polskim obywatelstwem: Peter Sidorkiewicz (1987-1994), Mariusz Czerkawski (1993-2006), Krzysztof Oliwa (1996-2006). Peter Sidorkiewicz jako pierwszy wystąpił w NHL All-Star Game w 1993 roku. Najwięcej meczów rozegrał Mariusz Czerkawski (745), strzelił w nich 215 bramek i zaliczył 220 asyst oraz wystąpił w NHL All-Star Game w 2000 roku. Krzysztof Oliwa w całej swojej karierze w NHL rozegrał 410 meczów i przesiedział aż 1447 minut na ławce kar oraz jako jedyny Polak zdobył Puchar Stanleya w 2000 roku.
Poza tym w lidze występowali zawodnicy mający polskie korzenie: Jan Miszuk (1963-1970), Nick Harbaruk (1969-1974), Ed Olczyk (1984-2000), Brian Rafalski (1999-2011). Polskie korzenie ma także najwybitniejszy hokeista w historii Wayne Gretzky.
Obecnie (2013) w rozgrywkach występuje Wojtek Wolski (od 2005). Ponadto w NHL grają hokeiści mający polskie korzenie, są to m.in. Mike Komisarek (od 2002), Zenon Konopka (od 2005), Lee Stempniak (od 2006), Travis Zajac (od 2006), Joe Pavelski (od 2006), John Tavares (od 2009), Stéphane Da Costa, Patrick Wiercioch (obaj od 2011).
Poza wymienionymi w drafcie NHL zostali wybrani polscy hokeiści: Patryk Pysz w 1993 przez zespół Chicago Blackhawks oraz Marcin Kolusz w 2003 roku przez Minnesota Wild. Jednak obaj nigdy nie zagrali w żadnym meczu rozgrywek NHL.

## Zawodnicy NHL według narodowości
Stan na sezon 2024–25
| Państwo           | Zawodnicy |
| ----------------- | --------- |
| Kanada            | 420       |
| Stany Zjednoczone | 303       |
| Szwecja           | 97        |
| Rosja             | 65        |
| Finlandia         | 56        |
| Czechy            | 29        |
| Szwajcaria        | 11        |
| Słowacja          | 8         |
| Niemcy            | 7         |
| Białoruś          | 7         |
| Dania             | 6         |
| Łotwa             | 6         |
| Norwegia          | 2         |
| Austria           | 2         |
| Słowenia          | 1         |
| Holandia          | 1         |
| Francja           | 1         |
| Australia         | 1         |

## Maskotki drużyn
Większość drużyn posiada maskotkę, z reguły związaną z nazwą lub pochodzeniem klubu. Pierwszą maskotkę stworzył klub Calgary Flames w 1983 roku (nazwaną „Harvey the Hound”). Obecnie tylko jeden klub nie posiada maskotki, jest nim New York Rangers. Najmłodszą maskotką jest Gritty zespołu Philadelphia Flyers (od 2018 roku).

## Prawa transmisyjne w Polsce
Prawa transmisyjne do NHL w Polsce od sezonu 2021/2022 do 2025/2026 posiada platforma Viaplay. Mecze NHL można również oglądać u bukmacherów Fortuna, Superbet i Betclic.